# Coupe d'Europe de beach soccer 1998
Navigation
1999
L'Euro Beach Soccer Cup 1998 est la première édition de cette compétition regroupant les huit meilleurs nations de beach soccer d'Europe. Elle se déroule à Syracuse (Italie) du 1er au 6 septembre.
Le Portugal remporte le trophée devant l'Espagne (3-2).

## Nations participantes
- Allemagne

- Espagne

- France

- Italie

- Portugal

- Suisse

- Yougoslavie

## Déroulement
Sept pays participent au tournoi, elles sont divisées en deux groupes de trois ou quatre. Les équipes classées deuxièmes de chaque groupe jouent ensuite pour la troisième place tandis que les deux premiers jouent la finale pour déterminer le vainqueur de la compétition.

## Tournoi

### Phase de groupe

#### Groupe A
| Équipe    | J | G | G+ | P | Bp | Bc | +/- | Pts |
| --------- | - | - | -- | - | -- | -- | --- | --- |
| Portugal  | 3 | 3 | 0  | 0 | 24 | 8  | +16 | 9   |
| Allemagne | 3 | 1 | 0  | 2 | 13 | 13 | 0   | 3   |
| France    | 3 | 1 | 0  | 2 | 12 | 20 | -8  | 3   |
| Suisse    | 3 | 1 | 0  | 2 | 12 | 21 | -8  | 3   |

| Date        | Équipe 1  | Résultat | Équipe 2  |
| ----------- | --------- | -------- | --------- |
| 1 septembre | Allemagne | 7-5      | Suisse    |
| 1 septembre | Portugal  | 11-3     | France    |
| 2 septembre | France    | 4-3      | Allemagne |
| 2 septembre | Portugal  | 9-2      | Suisse    |
| 4 septembre | Portugal  | 4-3      | Allemagne |
| 4 septembre | Suisse    | 6-5      | France    |

#### Groupe B
| Équipe      | J | G | G+ | P | Bp | Bc | +/- | Pts |
| ----------- | - | - | -- | - | -- | -- | --- | --- |
| Espagne     | 2 | 2 | 0  | 0 | 8  | 4  | +4  | 6   |
| Italie      | 2 | 1 | 0  | 1 | 9  | 7  | +2  | 3   |
| Yougoslavie | 2 | 0 | 0  | 2 | 4  | 10 | -6  | 0   |

| Date        | Équipe 1 | Résultat | Équipe 2    |
| ----------- | -------- | -------- | ----------- |
| 1 septembre | Italie   | 3-4      | Espagne     |
| 2 septembre | Espagne  | 4-1      | Yougoslavie |
| 4 septembre | Italie   | 6-4      | Yougoslavie |

### Phase finale

#### 3eplace
| 6 septembre 1998 | Italie | 11 - 4 | Allemagne | Syracuse, Italie |  |
|                  |        |        |           |                  |  |

#### Finale
| 6 septembre 1998 | Portugal | 3 - 2 | Espagne | Syracuse, Italie |  |
|                  |          |       |         |                  |  |